# Cherengue
Cherengue ou Xerenque foi um participante da Revolução Federalista em 1893. Sua alcunha, em linguagem popular, queria dizer faca ordinária. Era um hábil degolador de prisioneiros, e rivalizou com seu oponente Adão Latorre quanto ao número de degolas executadas.